# 西藏素馨
西藏素馨（学名：Jasminum xizhangense）为木犀科素馨属的植物。分布在中国大陆的西藏等地，生长于海拔4,000米的地区，多生在山坡灌木林中，目前尚未由人工引种栽培。